# Los Caudillos
Los Caudillos é uma telenovela mexicana, produzida pela Televisa e exibida em 1968 pelo Telesistema Mexicano.

## Elenco
- Silvia Pinal - Jimena
- Enrique Rambal - Miguel Hidalgo
- Magda Guzmán - Josefa Ortiz de Domínguez
- Narciso Busquets - José María Morelos
- Ofelia Guilmain - Felipa
- Carlos Bracho - Ignacio Allende
- Enrique Lizalde - Lisandro Jiménez
- Guillermo Aguilar - Juan Aldama
- Sergio Jiménez - Nicolas Bravo
- Enrique del Castillo - Padre Huesca
- Emma Roldán - Belisaria
- José Baviera - Carlos IV
- Raúl Meraz - Fernando VII
- José Alonso - Francisco Javier Mina
- Wally Barrón - Virrey Félix María Calleja
- Malena Doria - María Antonieta
- Gregorio Casal - Lic. González